# 魏謙吉
魏謙吉（1509年—1560年），字子惠，號槐川，直隸真定府栢鄉縣人，民籍，明朝政治人物。

## 生平
嘉靖十六年丁酉科順天府鄉試第二名舉人。嘉靖十七年（1538年）中式戊戌科會試第五名，登第三甲第一百四十六名進士。十八年十一月选授云南道试监察御史，十九年十月实授。初榷卢沟桥商税，继巡视中路，又刷卷京畿，三十一年正月升任大理寺右寺丞，十月改任左寺丞，三十三年九月升右少卿，三十四年七月升为都察院右佥都御史、巡抚甘肃，三十六年四月转升为右副都御史、巡抚山西，十月升为兵部右侍郎、总督陕西三边军务，三十九年三月令回部管事，行至孟津中暑，六月三日病卒，享年五十二。赠都察院右都御史，荫子太平为国子生。四十一年九月，工科给事中张鸣瑞弹劾他以贪暴失士心，当追论以警旷职。于是魏谦吉被下诏追夺赠荫祭葬。

## 家族
曾祖魏鑑；祖父魏壽，汶上訓導；父魏巖，號澄斋，儒官。母趙氏。